# Commission de déontologie des militaires
En France, la commission de déontologie des militaires a pour mission de sécuriser juridiquement le départ des militaires vers le secteur privé afin de prévenir toute situation de prise illégale d'intérêts. 
Elle examine la compatibilité de l'activité lucrative envisagée par le militaire dans une entreprise par rapport aux fonctions qu'il exerce et qui aurait pu l'amener à être en lien avec cette entreprise. Depuis la loi de la transformation de la fonction publique, la commission de déontologie de la fonction publique, qui accomplissait la même mission pour les agents de la fonction publique a été fusionnée avec la Haute autorité de la transparence de la vie publique.

## Histoire
Depuis 1996, la commission de déontologie des militaires vise à sécuriser juridiquement le départ des militaires dans le secteur privé, en examinant leur projet au regard des liens qu'ils ont pu entretenir avec des entreprises dans leurs fonctions antérieures, notamment dans le secteur de l’armement. Elle permet donc aux militaires en voie de reconversion dans le secteur privé de se prémunir du risque de prise illégale d’intérêts.

## Différences avec le contrôle des fonctionnaires
Le président de la HATVP, avait fait savoir en février 2021, qu'il voulait aussi contrôler les départs dans le secteur privé des magistrats et des militaires. 